# Heterozom
Heterozomii sunt cromozomii ce determină sexul unui organism. Aproape toate organismele au câte 2 sexe. De obicei, la mamiferele normale,  combinația XY definește un mascul și combinația XX definește o femelă.
Sexul descendenților este determinat de acești heterozomi. Formula cromozomală XX caracterizează sexul homogametic (produce un singur tip de gameți cu un heterozom X0, iar formula XY caracterizează sexul heterogametic (produce două tipuri de gameți, jumătate cu un heterozom X și jumătate cu unul Y). 